# Norbert Schappacher
Norbert Schappacher (né le 8 octobre 1950 à Essen) est un mathématicien et historien des mathématiques allemand.

## Biographie
Schappacher a fait ses études secondaires au Burggymnasium Essen. De 1969 à 1971 il étudie à l'université de Bonn entre autres avec  Günter Harder et Friedrich Hirzebruch jusqu'au Vordiplom, puis à l'université de Göttingen (avec Hans Grauert, Ulrich Stuhler, Martin Kneser) et il séjourne en 1974/75 à l'université de Californie à Berkeley sur un programme d'échange (avec Tsit Yuen Lam et Robin Hartshorne). Il obtient son diplôme en 1975, puis il devient assistant à Göttingen; il y obtient son doctorat en 1978 sous la direction de Martin Kneser (Eine diophantische Invariante von Singularitäten über nichtarchimedischen Körpern). De 1979 à 1981, il est chercheur post-doctoral à l' université Paris-XI d'Orsay avec John Coates et en 1983/84 post-doc à l'Institut Max-Planck de mathématiques (MPI) à Bonn avec Günter Harder. En 1985 et 1987, il est professeur assistant à l'université Paris-XI. Il soutient son habilitation en 1986 à l'université de Göttingen (Periods of Hecke operators). En 1986-87, il est au Mathematical Sciences Research Institute (MSRI) de Berkeley, et de 1987 à 1991 il est boursier Heisenberg au MPI de Bonn. En 1990, il est cinq mois à l'Institute for Advanced Study. À partir de 1991, il est professeur à l'université Louis-Pasteur de Strasbourg, avec un intermède de deux ans  (2002-2004) où il est professeur à l'université de technologie de Darmstadt. 
Il est chercheur invité entre autres au Tata Institute of Fundamental Research à Bombay, à Göttingen (Gauß Professorship 2007 et Fellow au Lichtenberg Kolleg 2011/12) et à l'Institut Isaac-Newton de Cambridge.

## Thèmes de recherche
Schappacher s'intéresse principalement à la théorie des nombres, à la géométrie arithmétique et à l'histoire des mathématiques, en particulier aux mathématiques en Allemagne durant l'époque nazie, Edmund Landau, Oswald Teichmüller et le sort de l'Institut mathématique de Göttingen, et également aux mathématiciens  Kurt Heegner, Bartel Leendert van der Waerden, Leonhard Euler ou même Diophante d'Alexandrie. Il est éditeur de la Revue d'histoire des mathématiques de 2009 à 2016 et co-éditeur des Elemente der Mathematik.
Il est élu membre correspondant de l'Académie des sciences de Göttingen en 2011. Il est conférencier invité au Congrès international des mathématiciens en 2010 à Hyderabad.

## Publications (sélection)
Livres
- Christian Bonah, Anne Danion-Grilliat, Josiane Olff-Nathan, Norbert Schappacher (éditeurs) (préf. Claude Singer, Actes de congrès), Nazisme, science et médecine, Paris, Éditions Glyphe, coll. « Société, histoire et médecine », 2015, 360 p. (ISBN 978-2-35815-149-8, BNF 44275797, SUDOC 184369835).
- avec Michael Rapoport et Peter Schneider (éditeurs), Beilinson’s conjectures on special values of L-functions, Boston, Academic Press, coll. « Perspectives in Mathematics » (no 4), 1988 (ISBN 0-12-581120-9).
- Periods of Hecke characters, Berlin, Springer-Verlag, coll. « Lecture Notes in Mathematics » (no 1301), 1988 (ISBN 3-540-18915-7).
- avec Alexander Reznikov (éditeurs), Regulators in analysis, geometry and number theory, Bâle, Birkhäuser, coll. « Progress in Mathematics » (no 171), 2000 (ISBN 3-7643-4115-7).
- avec Catherine Goldstein et Joachim Schwermer  (éditeurs), The shaping of arithmetic after C. F. Gauss’s Disquisitiones Arithmeticae, Berlin, Springer-Verlag, 2007 (ISBN 978-3-540-20441-1).

Articles
- avec Martin Kneser, « Fachverband – Institut – Staat. Streiflichter auf das Verhältnis von Mathematik zu Gesellschaft und Politik in Deutschland seit 1890 unter besonderer Berücksichtigung der Zeit des Nationalsozialismus », dans Gerd Fischer, Friedrich Hirzebruch, Winfried Scharlau], Willi Törnig (éditeurs), Ein Jahrhundert Mathematik 1890-1990. Festschrift zum Jubiläum der DMV, Braunschweig, Vieweg, coll. « Dokumente zur Geschichte der Mathematik » (no 6), 1990 (ISBN 3-528-06326-2), p. 1-82.
- « Das Mathematische Institut der Universität Göttingen 1929–1950] », dans Heinrich Becker, Hans-Joachim Dahms, Cornelia Wegeler (éditeurs), Die Universität Göttingen unter dem Nationalsozialismus, Munich, K. G. Saur, 1998, 2e éd. (ISBN 3-528-06326-2, lire en ligne), p. 523–551. — Réédition augmentée en avril 2000
- « On the history of Hilbert's twelfth problem », dans Michèle Audin (éditrice), Matériaux pour l'histoire des mathématiques au XXe siècle : Actes du colloque à la mémoire de Jean Dieudonné, Nice, SMF, coll. « Collection SMF. Séminaires et congrès » (no 3), 1998 (ISBN 2-85629-065-5, SUDOC 004497791).
- « Gotthold Eisenstein 16. April 1823 – 11. October 1852 », dans H. G. W. Begehr, Helmut Koch, Jürg Kramer, N. Schappacher, E.-J. Thiele  (éditeurs), Mathematics in Berlin, Berlin, Birkhäuser, 1998, xi+200, p. 55-60.
- avec Frans Oort, « Early history of the Riemann hypothesis in positive characteristic », dans Lizhen Ji, Frans Oort, Shing-Tung Yau  (éditeurs), The legacy of Bernhard Riemann after one hundred and fifty years, vol. II, Somerville et Pékin, International Press et Higher Education Press, coll. « Advanced Lectures in Mathematics » (no 35,2), 2016, xxii+379-745 (ISBN 978-1-57146-319-7 et 978-1-57146-316-6, zbMATH 1387.14070), p. 595-631.